# 中国宇航学会
中国宇航学会（简称CSA）是中华人民共和国航天领域的学术团体，隶属于中国科学技术协会。

## 概况
中国宇航学会由钱学森、任新民、张震寰发起，1979年10月正式创立，首任理事长为任新民，名誉理事长为钱学森。此后，分别于1985年、1993年、1999年举行过三次全国会员代表大会。
学会有包括空间电子学、飞行器总体、液体火箭推进在内的近30个专业委员会，涵盖了航天科技的各个专业领域。

## 出版物
- 《宇航学报》（双月刊，学术期刊）
- 《太空探索》（月刊，科普读物）

## 历任理事长
注：标有符号*的为名誉理事长
- 第一届：任新民、钱学森*[5]
- 第二届：任新民、钱学森*
- 第三届：刘纪原、任新民*、宋健*、丁衡高*、梁守槃*、屠守锷*、黄纬禄*
- 第四届：刘纪原、任新民*、宋健*、丁衡高*、屠守锷*、黄纬禄*、梁守磐*、孙家栋*
- 第五届：马兴瑞、刘纪原*、孙家栋*、庄逢甘*、张庆伟*、李继耐*、栾恩杰*、屠守锷*、梁守槃*、黄纬禄*